# جولدن ريتريفير
جولدن ريتريفر (بالإنجليزية: Golden Retriever)‏ هو كلب متوسط الحجم من نوع كلب استرداد من سلالة اسكتلندية، يتميز بطبيعته اللطيفة والحنونة وفروه الذهبي المذهل، يربى هذا الكلب كحيوان أليف ويعتبر من أكثر سلالات الكلاب اقتناءا في العديد من الدول الغربية، يشارك بشكل متكرر في عروض الكلاب وفي اختبارات الطاعة [الإنجليزية] أو الإمتثال. يستخدم ايضا ككلب صيد (كلب بندقية [الإنجليزية]) ويمكن تدريبه ليكون كلبًا إرشاديًا.
أصله من بريطانيا العظمى وهو متوسط الحجم من سلالة الكلاب الرياضية، يعيش من عشرة إلى ثلاثة عشر سنة، يصل طول الأنثى إلى 20-22 سنتيمتر والذكر بين 22-24 سنتيمتر، ويصل وزن هده الكلاب إلى 34 كيلوغرام. أضيفت كلمة Retriever إلى الاسم والتي تترجم إلى (مُسْتَرِد) بسبب قدرته على استرداد واسترجاع الطيور التي يصطادها صاحبه دون أن يمسها بأذى أثناء حملها بين أسنانه بسبب طريقة حمله الذكية لها. كما يمتلك ذاكرة قوية تمكنه من تذكر موقع الطيور بسهولة.

## الصفات المميزة
1. جيد جداً في تعامله مع الأطفال الصغار.
2. جيد مع القطط.
3. جيد جداً في تعامله مع الكلاب الأخرى ومن نفس نوعه.
4. تدريبه سهل ومطيع.
5. ذكي جداً.
6. قابل للتأقلم.
7. لا يسبب الحساسية.[8]

## الصحة والعمر
إناث المسترد لديها وفرة من الطاقة وتتطلب الكثير من التمارين الرياضية، متفوقين في مسابقات الكلاب. متوسط عمر المسترد الذهبي حوالي 11 إلى 12 سنة السلالة عرضة لأمراض محددة، لذلك يجب أن تؤخذ الحيوانات الأليفة إلى طبيب بيطري لإجراء فحوصات سنوية. ومن المعروف أن المستردون الذهبيون لديهم اضطرابات وراثية وأمراض أخرى. خلل التنسج الوركي شائع في السلالة. السمنة هي أيضا شائعة في السلالة لأن المستردون الذهبيون يحبون الأكل بكثرة. الجراء يجب أن تأكل حوالي ثلاثة أكواب من الطعام يومياً والبالغين ثلاثة إلى خمسة أكواب، اعتماداً على الطعام ومدى نشاط الكلب.

## الخصائص
المسترد الذهبي هو سلالة متوسطة كبيرة، سلالة قوية مع شعر متموج كثيف وطارد للمياه. وبسبب شعبيّته الواسعة تاريخياً, ظهر بعض التنوع الإقليميّ في السلالة؛ لذلك، تعكس الأنواع الفرعية الثلاثة للمسترد الذهبي الاختلافات النموذجية في الحجم والشعر. ومع ذلك، جميع المستردون الذهبيون هم بالطبيعة شعرهم ذات لون ذهبي، وجميع الأنواع الفرعية عرضة لنفس المشاكل الصحية.

### البريطاني
البريطاني من النوع السائد في جميع أنحاء أوروبا وأستراليا. الجمجمة أوسع . الشعر عموما فاتح اللون مما كانت عليه في الأنواع الأمريكية. الذكر عندما يقف يكون بين 22 إلى 24 في (56 إلى 61 سم) ؛ الإناث بين 20 إلى 22 في (51 إلى 56 سم). لا يتم تحديد الأوزان المتوقعة في معاير المملكة المتحدة. العيون مستديرة وداكنة، وهو ما يتناقض مع التركيب الثلاثي أو المائل لنظرائهم الأميركيين. يمكن أن يكون البريطاني المسترد الذهبي لون معطف من أي ظل هو الذهبي.

### الأمريكي
الأنواع الأمريكية أقل في العضلات من الأنواع الأخرى، الذكور عند الوقوف بين 23 و 24 إنش (58 و 61 سم)ارتفاع؛ الإناث 21.5 إلى 22.5 إنش (55 إلى 57 سم) ارتفاع. شعرهم أغمق في اللون، ذهبي لامع مع كثافة متوسطة. عند الركض، لديهم مشية حرة، على نحو سلس، قوية، وحسنة التنسيق؛ كما يدير الكلب، قدميه تتلاقى نحو مركز خط التوازن. والمسترد من النوع الأمريكي هو نفسه مثل المسترد الذهبي الذي يتوافق مع معايير البلاد الأخرى. يستورد المربون الأمريكيون من المستردين الذهبيين كلابهم أحيانًا من بريطانيا للاستفادة من مزاجها ومظهرها للنوعين البريطانيين.

### الكندي
الكندي الذهبي المسترد لديه معطف أرق وأكثر قتامة ويقف أطول من أنواع أخرى. الذكور عند الوقوف 23 و 24 إنش(58 و 61 سم) طول؛ والإناث 21.5 إلى 22.5 إنش (55 إلى 57 سم) طول. الوزن للذكور بين 29-34 كجم (65-75 رطل)؛ والإناث بين 27-32 كجم (60-70 رطلا).

## الشعر واللون
كما هو مبين من إسمهم وشعرهم في ضوء يصنع اللون الذهبي إلى الألوان الذهبية الداكنة، وشعرهم مقاوم للماء ومموج قليلاً، ويسقط بكميات صغيرة على مدار السنة. شعر المسترد بارد في الصيف ودافئ في فصل الشتاء. انها يلقي في الربيع والخريف. وعادة ما تقع مسطحة ضد البطن. الشعر الذهبي لا ينبغي أبداً أن يكون طويل جداً، وهذا بدليل أنه يكون مضر في الميدان أثناء الصيد، وخصوصاً عند استرجاع الطير. والمسترد الذهبي له شعر خفيف على ظهورهم من أرجلهم في الواجهة والشعر أكثف على جبهات أعناقهم، وظهورهم من أفخاذهم .
نادي بيت الكلب الأمريكي (AKC) المعاييرالقياسية للشعر هي «اللون غني، الذهبي لامع من ظلال مختلفة»، وعدم السماح بلون الشعر الفاتح للغاية أو الداكن للغاية. ، اللون الأبيض النقي واللون الأحمر غير مقبولان، واللون الأسود. يسمح نادي بيت الكلب (المملكة المتحدة) أيضا باللون الأبيض المائل للذهبي هو لون شعر مقبول. لا يتم السماح بالأنف الوردية، أو تلك التي لديها صبغة ذهبية قليلة.

## تاريخ
تم تطوير سلالة هذا الكلب سنة 1800م بواسطة اللورد تويدموث البريطاني، ينحدر الكلب من المرتفعات الاسكتلندية وجاء تطويره بهدف جعله كلب لعبة الصيد المنتشر في إنجلترا واسكتلندا في ذلك الوقت، فقد كان الصيد آنذاك هواية ولعبة وطريقة لجلب الغذاء في الوقت عينه، يعتبر هدا الكلب من أشهر السلالات في العالم إلى الآن للعائلات وللصيد.

ولد في الأصل المسترد الذهبي في اسكتلندا في منتصف القرن التاسع عشر. في ذلك الوقت، كان صيد الطيور رياضة شعبيّة للشعب الإسكتلندي، غير أنّ قائمة سلالات الكلاب كانت غير كافية ليسترجعوا طير سقط علي اليابسة أو في الماء. كان الاسترجاع من علي اليابسة والماء ضروريًا لأن مناطق الصيد في ذلك الوقت كانت في برك المستنقعات والأنهار. وبالتالي، تم العبور في الماء بشكل أفضل مع المستردين الحاليين، مما أدى إلى إنشاء سلالة اليوم المعروفة باسم المسترد الذهبي. وقد وضعت أول مسترد ذهبي بالقرب من غلين أفريك في اسكتلندا. ويعتقد أن السلالة قد نشأت من كلاب التعقب الروسية المنقرضة الآن. وأسفرت التحسينات في أسلحة الصيد خلال القرن التاسع عشر عن إسقاط المزيد من الطيور خلال عمليات الصيد على مسافات أكبر وعلى التضاريس الوعرة على نحو متزايد، مما أدى إلى فقدان المزيد من الطيور في هذا المجال. وبسبب هذا التحسن في الأسلحة النارية، نشأت حاجة إلى مسترد متخصص، حيث وجد أن وضع التدريب والسلالات الموجودة حينها في عمليات استرجاع الطيور غير فعالة. وهكذا، بدأ العمل على تربية كلب المسترد لملء هذا الدور الذي كانوا بأشد الحاجة إليه.

### في المملكة المتحدة
تم قبول المستردون الذهبيين لأول مرة للتسجيل من قبل نادي بيت الكلب في عام 1903. عُرضت لأول مرة في عام 1908، وفي عام 1911 تم الاعتراف بها كسلالات يشار إليها باسم المسترد (الذهبي والأصفر).

### في الولايات المتحدة
استغرق الأمر 14 عامًا أخرى ليتم الاعتراف بالنسل في أمريكا، وفي عام 1925 ، قام نادي بيت الكلب الأمريكي بذلك. في عام 1938، تم تأسيس نادي المسترد الذهبي في أمريكا. المستردون الذهبي في المرتبة الثانية لتسجيلات نادي بيت الكلب الأمريكي. اعتبارا من عام 1999، تم تسجيل 652 62 و السلالة الوحيدة فوقهم هي لابرادور ريتريفر. وفقا لدليل الكلاب الأصيلة المعترف بها من قبل نادي الكلاب الأمريكية، يتم الحكم على المستردون الذهبيين على أساس مجموعة متنوعة من الصفات: اللون، الشعر، الأذنين، القدمين، الأنف، الجسم، إلخ

## معرض صور

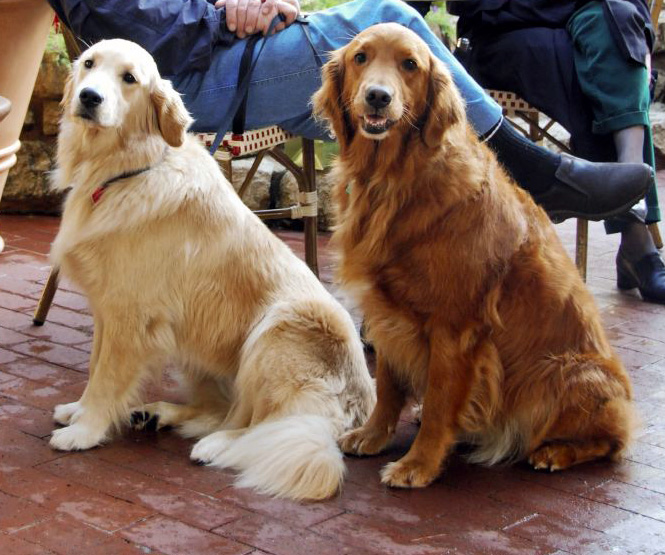
المستردون الذهبيون يختلفون في الالون يظهر في الصورة لونين مختلفين الهبي الفاتح للغاية والغامق المائل للبني.
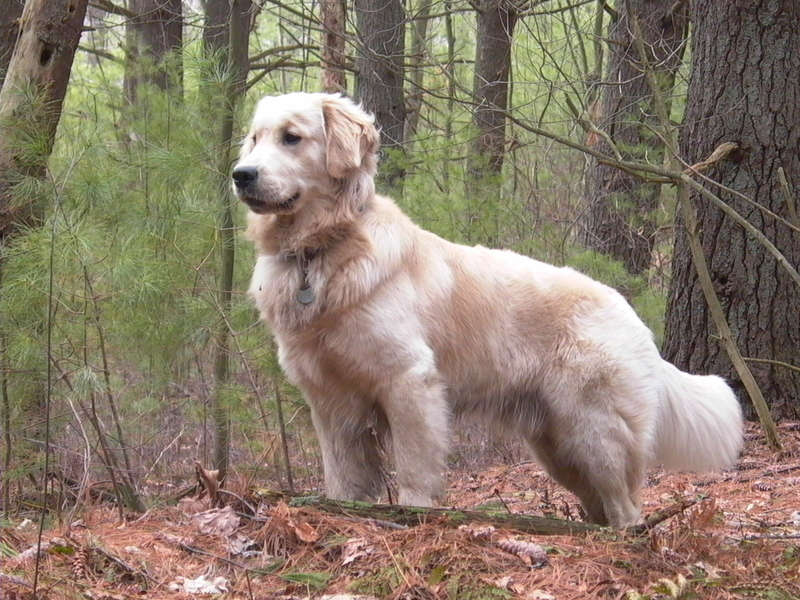
شعر المسترد الذهبي الكثيف اللامع وبه بعض الظلال
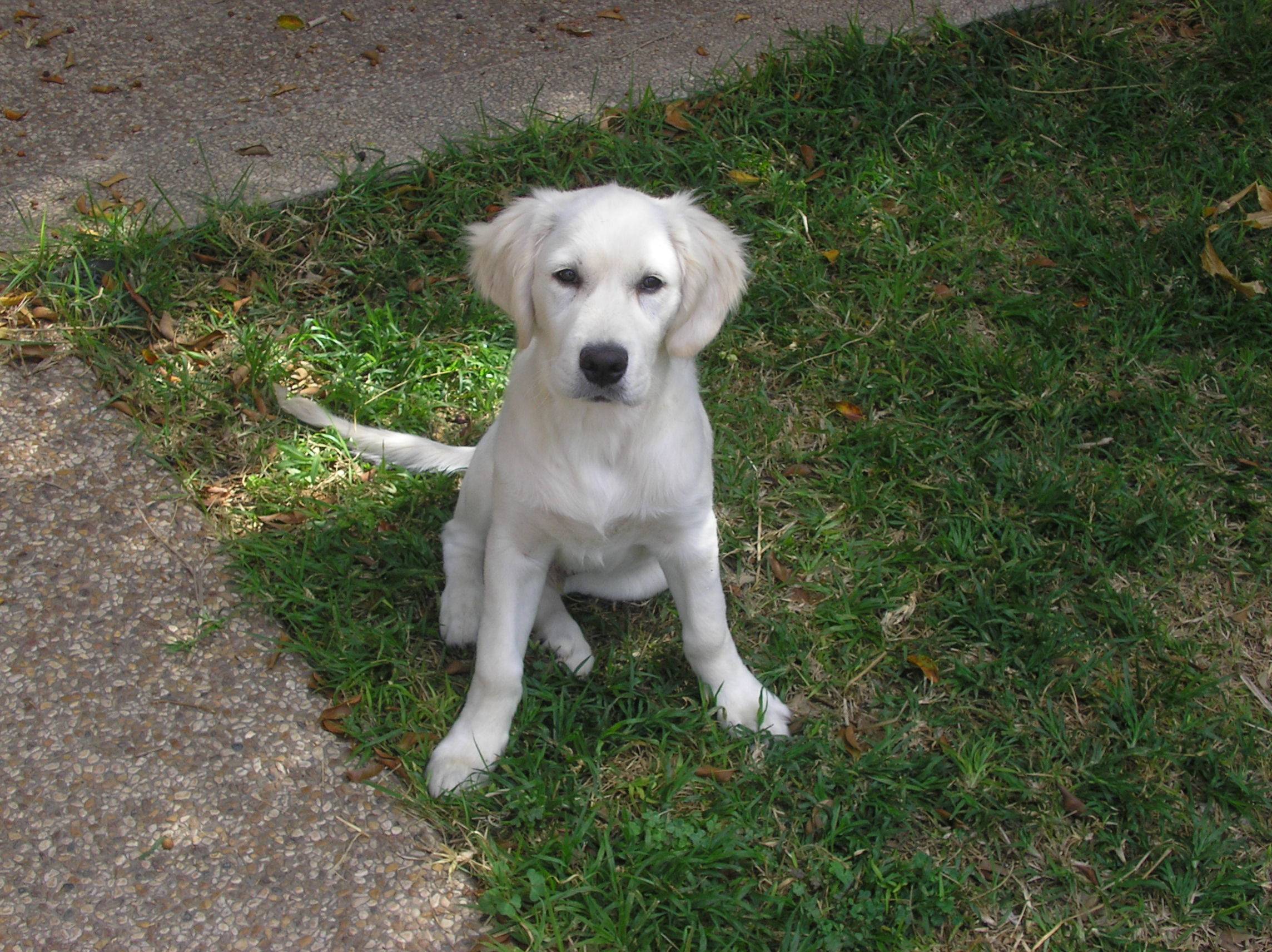
عندما اصبح عمره اربعة أشهر
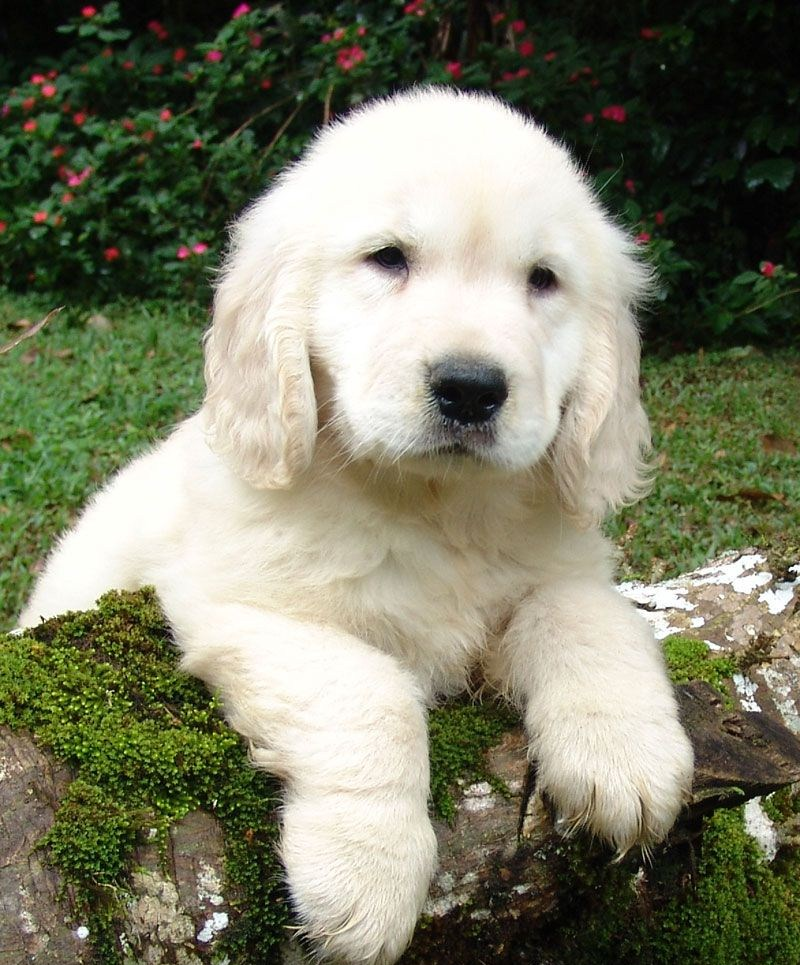
جرو لونه به ذهبي خفيف
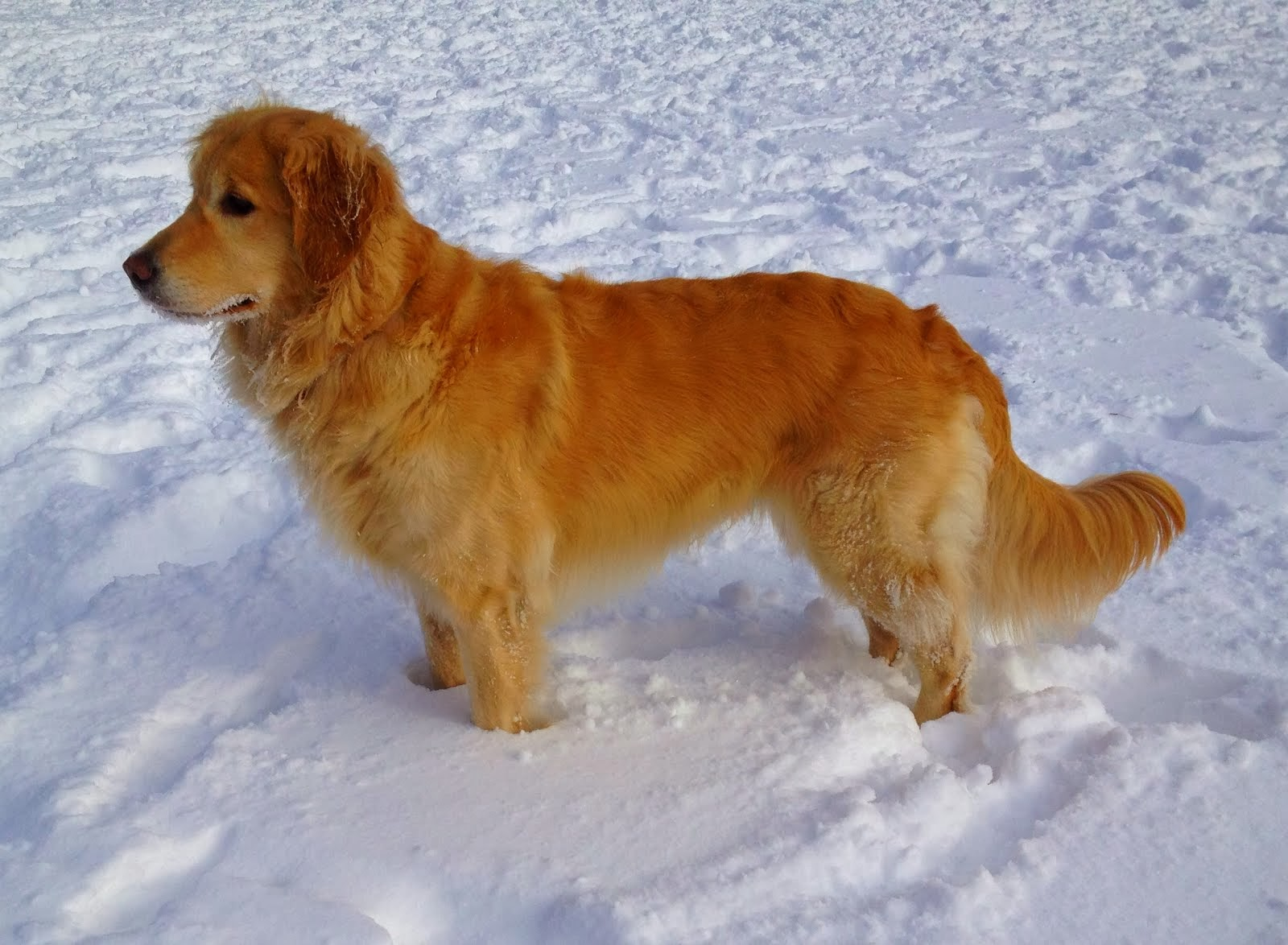
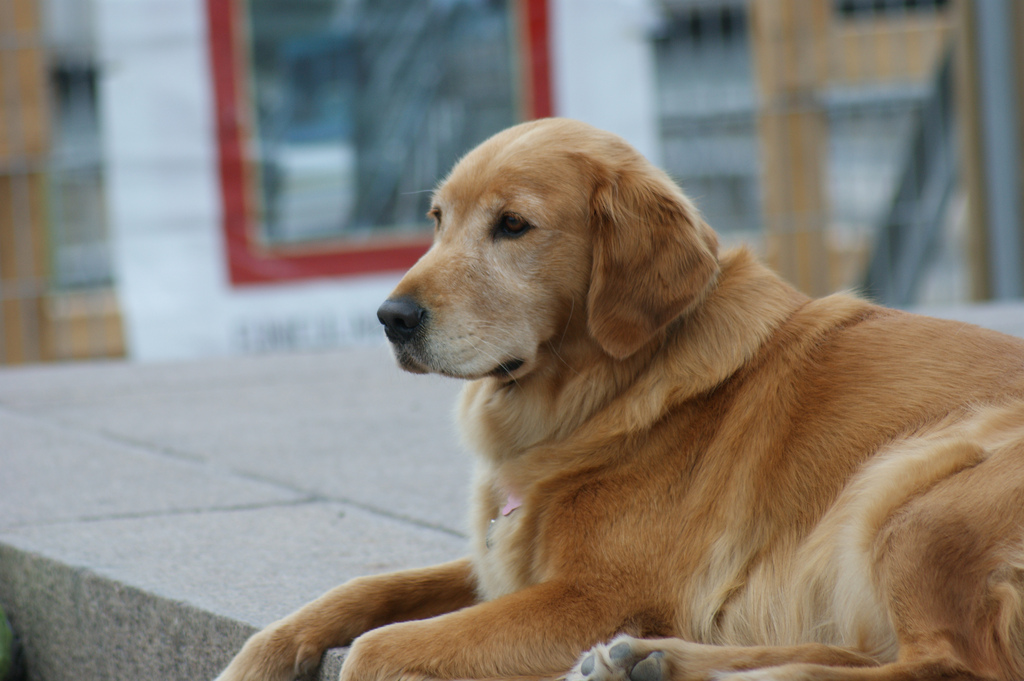
جولدن ريتريفير كندي
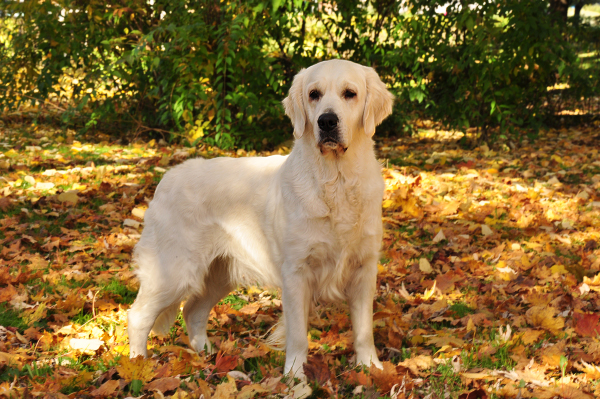
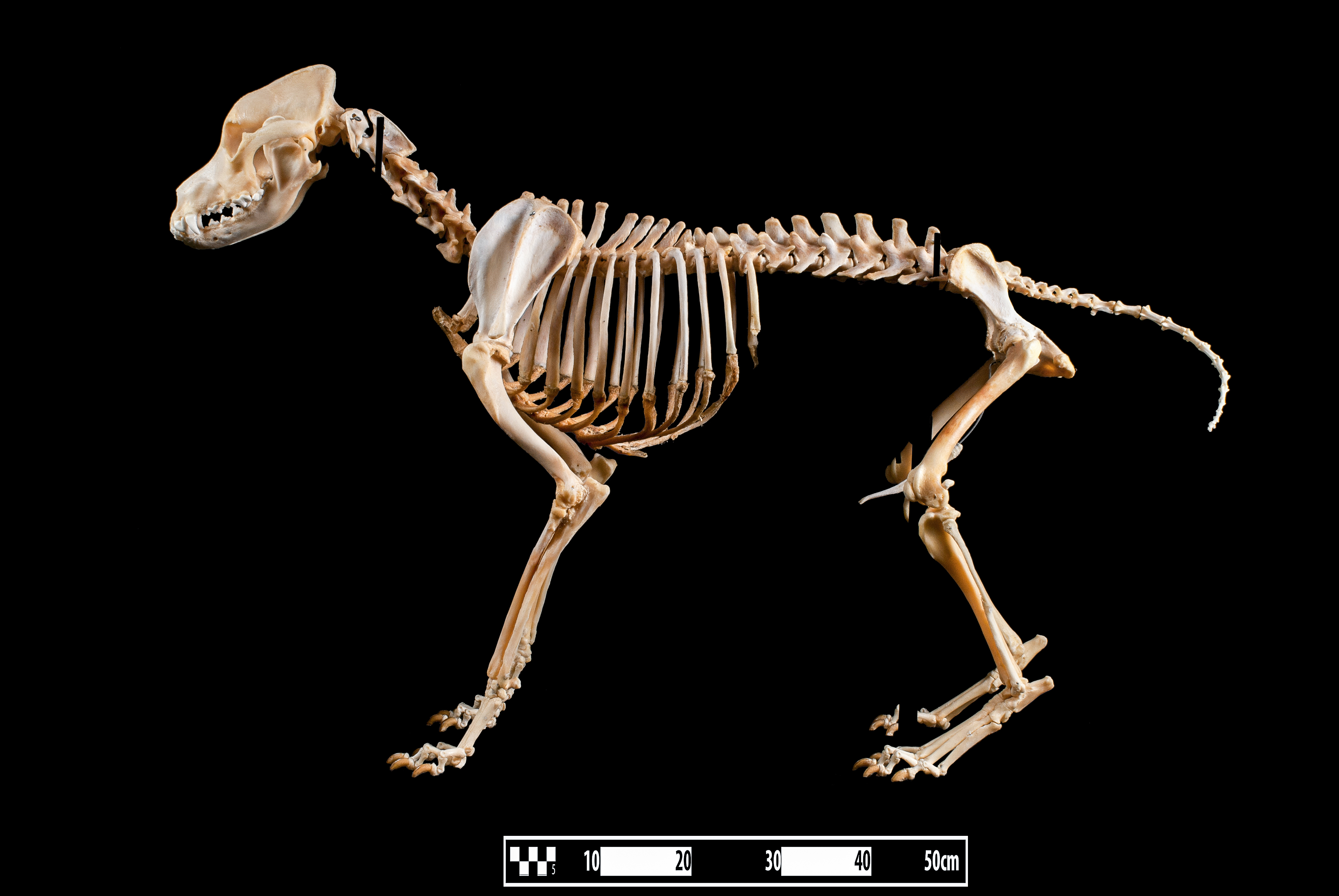
الهيكل العظمي لكلب المسترد الذهبي.
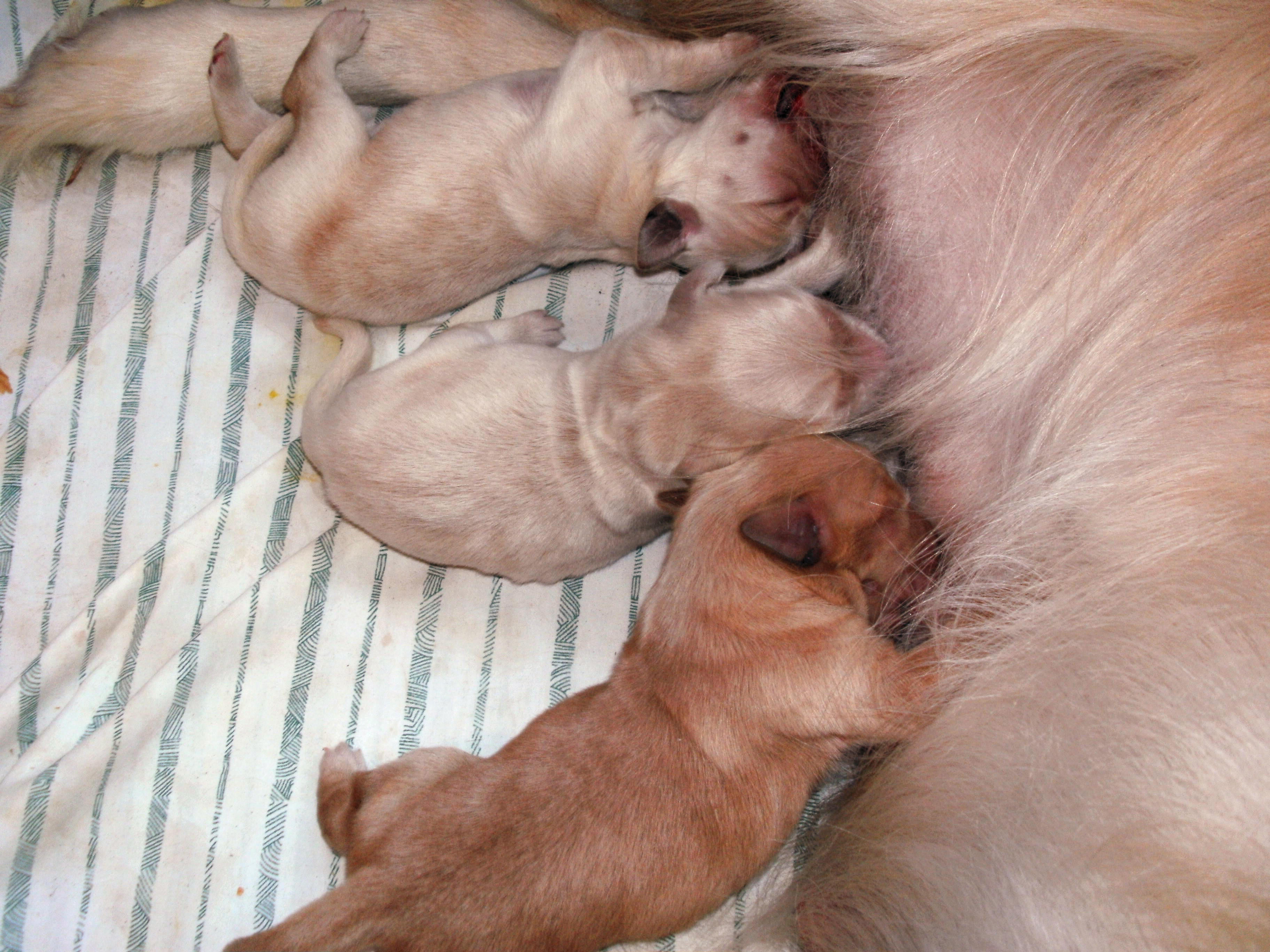
انثى المسترد عادة ما تلد بين 5-10جراء.

## انظر ايضاً
- كلب جاك راسل
- كلب فارس الملك شارل
- كوكر سبانيل
- كلب بوميرانيان